# فرودگاه فورت پراویدنس
فرودگاه فورت پراویدنس (به انگلیسی: Fort Providence Airport) یک فرودگاه همگانی است که یک باند فرود شن دارد و طول باند آن ۹۱۴ متر است. این فرودگاه در کشور کانادا قرار دارد و در ارتفاع ۱۶۰ متری از سطح دریا واقع شده است.